# Santiago Garci
Santiago Garci es un pintor realista manchego nacido en la localidad de Pedro Muñoz en la provincia de Ciudad Real (España). Ha expuesto en numerosas galerías españolas y parte en el extranjero como Francia, Estados Unidos o China. Ha obtenido varios galardones que avalan su labor como pintor. Desde su primera exposición en Barcelona en 1989 la fama y experiencia de Garci han ido aumentando en el mundo de la pintura realista, normalmente representa en sus cuadros paisajes y bodegones típicamente manchegos aunque también hace retratos por encargo.
Inventor del movimiento artístico como es el Emotivismo.
En la Enciclopedia de Pintores y Escultores del Siglo XX (Editada por Forum Artis, S.A.), aparece la biografía de Santiago Garci, así como su carrera artística. En 1992 publicó un libro titulado Sentimientos en España, Argentina y México donde expresa alguna de sus reflexiones y la historia de sus primeros cuadros. También la Zweites Deutsches Fernsehen o ZDF (segunda cadena de la Televisión Alemana) realizó un reportaje sobre Santiago Garci y su obra. Tiene numerosos cuadros repartidos en galerías de toda España, así como en el extranjero como: Nueva York, Miami, Dallas, México, Hong Kong, Dubái, París, Rabat, Casablanca, Estocolmo, Bruselas, Roma, Teherán, Karlsruhe, (Alemania), Laren (Holanda), Singapur, Seul, Viena. Sus obras están extendidas en los cinco continentes. 
- Medalla de oro en reconocimiento a su trayectoria como pintor, otorgada por el Foro Europa. Hotel Palace Madrid. Enero, 2017

- Premio Internacional Caravaggio, maestro del arte, Milán. Abril 2022.
- Premio Internacional por su obra "El silencio de las uvas", Museo del Louvre París. Octubre 2022.

- Premio Internacional Trophy International Prize PARIS, for the Artistic Value (por su trayectoria artística). Museo del Louvre París. Octubre 2022.

También tiene escritos dos libros: Sentimientos (1991) y El viaje hacia la Eternidad (2017)
Un crítico dijo de él:

«Hablar de la pintura de Garci, siempre es gratificante pero más aún cuando se tiene la ocasión de poder verla, entonces es cuando uno realmente se siente cerca del autor y se puede adentrar incluso en sus propios sentimientos, dada la transparencia con que se desarrolla la obra, siendo de agradecer».
José Luis Marchante Araque, Crítico de Arte.

## Críticas y galardones
- En agosto de 1988, Primer premio de pintura "V Semana Cultural" de Pedro Muñoz.
- En agosto de 1992, Primer Premio del I certamen de Artes Plásticas "Julián del Pozo" de Pedro Muñoz (Ciudad Real).
- En agosto de 2003 fue seleccionado en el certamen de pintura Internacional de Villarta (Cuenca).
- En 2004 ha recibido el Título de Honor de la Revista Pasos por su trayectoria en Tomelloso (Ciudad Real).
- Artículo Santiago Garci triunfa con su realismo.
- En agosto de 2005, seleccionado en el "XXVIII Certamen Nacional de pintura" de Campo de Criptana (Ciudad Real).
- En marzo de 2006, Diploma de Honor en el "I Salón de Primavera" por "Tierras de Castilla" organizado por la Asociación Española de Pintores y Escultores.
- En julio de 2006, Premio a la mejor Obra relacionada con el vino en "IV Premio Napisa de pintura rápida al aire en Mota del Cuervo (Cuenca).
- En agosto de 2006, seleccionado en el "XXI Certamen Internacional de pintura" de Villarta (Cuenca).
- En mayo de 2007, 4.º premio en el II Certamen de pintura rápida de "Nuestra Señora del Buen parto", Pedro Muñoz (Ciudad real).
- En agosto de 2001, Seleccionado el XV Certamen Internacional de Pintura. Alcázar de San Juan (Ciudad real)
- Medalla de oro en reconocimiento a su trayectoria como pintor, otorgada por el Foro Europa 2001.
- Premio Internacional Caravaggio, maestro del arte, Milán. Abril 2022.
- Premio Internacional por su obra "El silencio de las uvas", Museo del Louvre París. Octubre 2022.
- Premio Internacional Trophy International Prize PARIS, for the Artistic Value (por su trayectoria artística). Museo del Louvre París. Octubre 2022.

## Exposiciones individuales
- Galería de Arte Museum, Barcelona. Octubre/noviembre de 1989.
- Salones "Pepe", Pedro Muñoz (Ciudad Real). Diciembre de 1989.
- Sala de Exposiciones "Caja de Madrid", Manzanares (Ciudad Real). Abril de 1990.
- Casa de Cultura, Torremolinos (Málaga). Agosto/septiembre de 1990.
- Casa de Cultura, Pedro Muñoz (Ciudad Real). Diciembre de 1990.
- Sala de Exposiciones "Caja Castilla-La Mancha", Cuenca. Junio de 1991.
- Sala de Exposiciones del Aeropuerto de Madrid - Barajas, Madrid. Noviembre de 1991.
- Mesón de Don Quijote, Mota del Cuervo (Cuenca). Diciembre de 1991.
- Casa de Cultura, Belmonte (Cuenca). Agosto de 1992.
- Casa de Castilla - La Mancha, Madrid. Diciembre de 1992.
- Sala de Exposiciones La Ermitilla, Quintanar de la Orden (Toledo). Mayo de 1993.
- Casa de Cultura, Pedro Muñoz (Ciudad Real). Agosto de 1993.
- Casa de Cultura, Campo de Criptana (Ciudad Real). Enero de 1994.
- Galería de Arte Alcon, Madrid. Abril de 1995.
- Sala de Exposiciones "Malvasía", Pedro Muñoz (Ciudad Real). Agosto de 1995.
- Sala de Exposiciones "Caja Castilla-La Mancha", La Roda (Albacete). Septiembre de 1995.
- Galería de Arte Santa Engracia, Madrid. Noviembre de 1995.
- Mesón Villaleal, La Roda (Albacete). Diciembre de 1995.
- Casa Lorenzo, Villarrobledo (Albacete). Enero de 1996.
- Sala de Exposiciones del Aeropuerto de Madrid - Barajas, Madrid. Febrero de 1996.
- Sala de Exposiciones Posada Del Potro, Excmo. Ayuntamiento de Córdoba. Junio de 1996.
- Casa Lorenzo, Villarrobledo (Albacete). Agosto de 1996.
- Casa de Cultura, Montalbo (Cuenca). Septiembre de 1996.
- Galería de Arte Jacomart, Madrid. Diciembre de 1996.
- Mesón de Don Quijote, Mota del Cuervo (Cuenca). Enero de 1997.
- Sala de Exposiciones del Aeropuerto de Madrid-Barajas, Madrid. Marzo de 1997.
- Sala de Exposiciones del Hotel Formentor, Puerto de Pollensa (Mallorca). Agosto de 1997.
- Café CENTRAL, Cuenca. Enero de 1998.
- Café MONTECASINO, Albacete. Abril de 1998.
- Sala de Exposiciones del Aeropuerto de Madrid-Barajas, Madrid. Mayo de 1998.
- Sala de Exposiciones del Hotel Formentor, Puerto de Pollensa (Mallorca). Julio/agosto de 1998.
- Café Montecasino, Albacete. Septiembre de 1998.
- Casa de Cultura, Quintanar de la Orden (Toledo). Noviembre de 1998.
- Mesón de Don Quijote, Mota del Cuervo (Cuenca). Diciembre de 1998.
- Sala de Exposiciones del aeropuerto de Madrid-Barajas, Madrid. Mayo de 1999.
- Galería de Arte Kengai, Palma de Mallorca. Septiembre de 1999.
- Galería de Arte Jovenart, Madrid. Diciembre de 1999 - enero de 2000.
- Restaurante Don Gil, Albacete. Mayo/junio de 2000.
- Galería de Arte Kengai, Palma de Mallorca. Octubre/noviembre de 2000.
- Museo López Torres, Tomelloso (Ciudad Real). Noviembre/diciembre de 2000.
- Casa de Cultura, La Roda (Albacete). Diciembre de 2001.
- Salón de Plenos. Excmo. Ayuntamiento de Villamayor de Santiago (Cuenca). Agosto de 2002.
- Sala de Exposiciones del Club de mar de Puerto Banús, Marbella. Diciembre de 2002.
- Sala de Exposiciones Ermita de San Vicente, Ibi (Alicante). Febrero/marzo de 2003.
- Hospedería Casas de Lujan (Cuenca). Julio/agosto de 2003.
- Sala de Exposiciones "Greco" - Caja Rural de Toledo, Toledo. Noviembre/diciembre de 2003.
- Sala de Exposiciones "Juan de Juanes", Bocairent (Valencia). Diciembre de 2003.
- Sala de Fiestas "La Competencia" (Jornadas Cervantinas). El Toboso (Toledo). Abril de 2004.
- Sala de Exposiciones del Club de Mar de Puerto Banús, Marbella, agosto de 2004.
- Sala de Fiestas "La Competencia" (Jornadas Cervantinas) El Toboso (Toledo). Abril de 2005.
- Posada de los Portales. Tomelloso (Ciudad Real), abril/mayo de 2005.
- Restaurante "Don Gil", Albacete, junio/julio de 2005.
- Sala de Exposiciones del círculo "La constancia" Cuenca, jiciembre de 2005.
- Galería del "HOTEL AL RABAT", noviembre/diciembre de 2006. Rabat y Casablanca. Marruecos.
- Galería de arte ACTUAL.(Colectiva). Noviembre/Diciembre,2007. Tomelloso (Ciudad Real) España.
- ICO Gallery. Exposición internacional "Perfecton of Reality". Septiembre, 2009. Nueva York. EE. UU.
- BELLANGE Galeri.  (Colectiva).Junio, 2010. Estocolmo. Suecia.
- Sala "MALVASIA". Agosto,2010. Pedro Muñoz (Ciudad Real). España.
- MUSEUM OF THE AMERICAS.(Colectiva). Agosto,2010. Miami. EE. UU.
- AGORA Gallery. Noviembre/Diciembre,2010. Nueva York. EE. UU.
- Galería de arte GAUDI.(Colectiva de Navidad), diciembre de 2010. Madrid. España.
- FERIA DE ARTE de Bruselas, febrero de 2011.  Bruselas.  Bélgica
- Sala de exposiciones "EL POSITO", febrero,2011. Campo de Criptana (Ciudad Real). España.
- Galería de arte AMADOR DE LOS RIOS, marzo de 2011. Madrid. España.
- ART DUBAI. Presentación como pintor en la Feria de Arte de Dubái, marzo de 2011. Dubái. E.A.U.
- Galería GAUDI. (Colectiva de primavera). Marzo / abril, 2011. Madrid. España.
- FERIA DE ARTE DE DALLAS. Presentación como pintor en la feria de arte. Abril, 2011. Dallas (Texas) EE. UU.
- MUSEUM OF THE AMERICAS, junio/julio de 2011. Miami. EE. UU.
- Sala de exposiciones "POSADA DE LOS PORALES", junio de 2012. Tomelloso (Ciudad Real).
- Sala de exposiciones LA ERMITILLA, diciembre, 2012. Quintanar de la Orden (Toledo)
- Feria Internacional de Arte Contemporáneo "NEW ART FAIR", enero de 2013. París (Francia).
- Feria Internacional de Arte Contemporáneo "ART KARLSRUHE" (Exponiendo junto con obras de Picasso), marzo de 2013. Karlsruhe (Alemania).
- Feria Internacional de Arte Contemporáneo "AFFORDABLE ART FAIR MEXICO", octubre de 2013. México D.F. (México).
- Feria Internacional de Arte contemporáneo "ASIA HOTEL ART FAIR HONG KONG". Febrero, 2014. Hong Kong.
- Salón de arte contemporáneo "SALON D`ART CONTEMPORAIN DU LOUVRE", Museo del Louvre. Mayo, 2014. París (Francia).
- Feria Internacional de Arte Contemporáneo "ART COLLECT IRAN". Junio, 2014. Teherán (Irán).
- Domus Romana."MOSTRA DOMUS TALENTI" Exposición Internacional de Primavera. Mayo, 2015. Roma Italia.
- Galería de Arte ALEMI. Octubre, 2015.  León España.
- Galería de Arte FARIZA . Exposición colectiva. Septiembre, 2016.  Las Arenas  (Bilbao) España.
- Galería de Arte ALEMI.  Noviembre,  2016. León España.
- SPECTRUM MIAMI. (Feria Internacional de Arte Contemporáneo). Diciembre , 2016. Miami.
- ARTEXPO NEW YORK. (Feria Internacional de Arte Contemporáneo), abril de 2017. Nueva York.
- ART LAREN.  (Feria Internacional de Arte Contemporáneo ), junio de 2017. Laren (Holanda).
- Galería de arte ALEMI. Colectiva de otoño, septiembre - octubre de 2017. León  España.
- Q.C.C. Art Gallery Museum New York. Del 28 de septiembre de 2018 al 31 de marzo de 2019. Nueva York.
- Feria Internacional de Arte contemporáneo de Singapur BANK ART FAIR SINGAPORE, septiembre de 2019. Singapur.
- Hotel Miguel Ángel, Exposición individual. enero de 2020. Madrid.
- Galerie 89, Exposición colectiva internacional de verano. Julio / agosto de 2022. París.
- Feria Internacional de Arte BANK ART FAIR SEOUL. Presentación de mi obra y como artista. International Seoul COEX. Seúl (Corea del Sur). Octubre, 2022.
- CITY Gallery VIENNA. Mayo 2023. Viena. (Austria).
- El Barrio's Arte Space PS 109. Exposición colectiva de Navidad.  Diciembre 2023. Nueva York.